# イギリス海峡

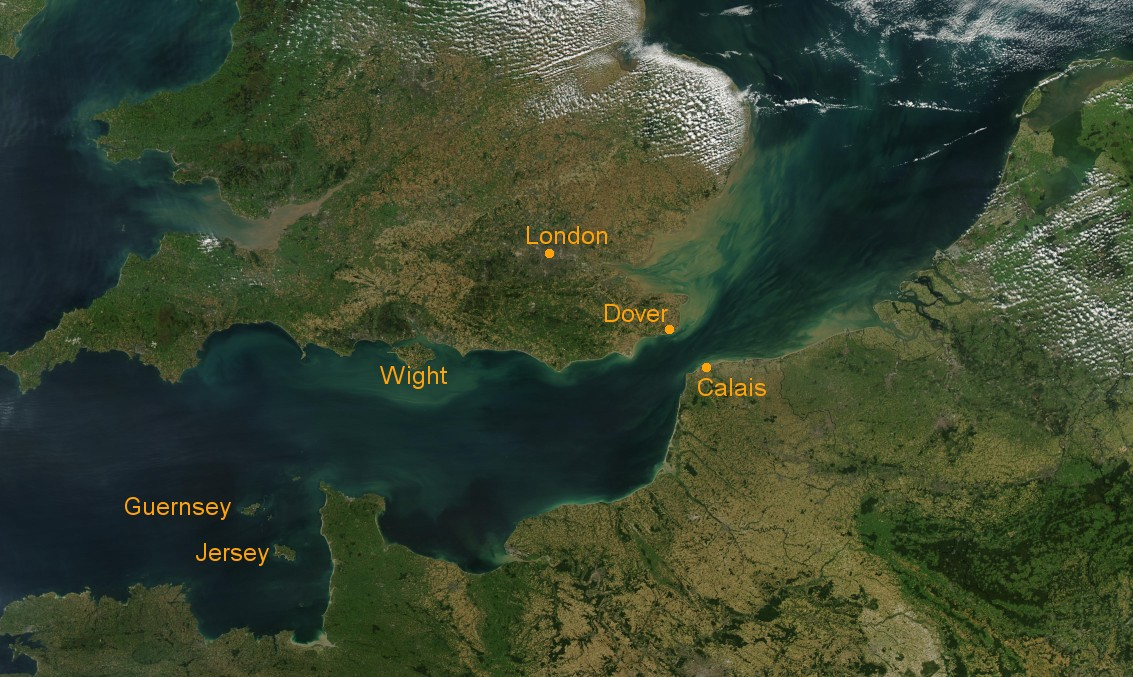
イギリス海峡の衛星画像

イギリス海峡（イギリスかいきょう、英語: English Channel, ラテン語: Oceanus Britannicus）または英仏海峡、ラ・マンシュ海峡（フランス語: La Manche）は、イギリス（グレートブリテン島）とフランス（ヨーロッパ大陸）を隔てている海峡。東端はドーバー海峡を介して北海に繋がっている。1994年5月6日、ドーバー海峡下に英仏海峡トンネルが開通、高速鉄道ユーロスターの運行が開始された。
全長約562キロメートル、最も幅の広い西端の約180キロメートルから最も狭い東端ドーバー海峡の約34キロメートルと全体的に非常に凹凸の多い地形になっている。
ヨーロッパの大陸棚周辺にある海域で最も小さい海峡であり、約7万5000平方キロメートルの範囲がイギリス海峡と呼ばれている。大陸棚上にある海峡であるため、最深部で172メートル、平均水深54メートルの浅海であり、フランス海岸近くにイギリス領であるチャネル諸島がある。

## 名称
16世紀から18世紀の前半にかけて、オランダの海図に「エンゲルス海峡」 (オランダ語: Engelse Kanaal) と記載されて以来、「英仏海峡」の名前は広く使用されている。また、「ブリティッシュ海峡（イギリスの海峡）」 (英語: British Channel) として知られている。それ以前にはブリティッシュ海（イギリスの海）として知られており、2世紀の地理学者であるクラウディオス・プトレマイオスの "Oceanus Britannicus" にもそう記載されている。同様の名称は1450年代のイタリアの地図 "canalites Anglie" の上でも使用されている。これは最初の「海峡」名の使用である記録と考えられる。
フランスでの「ラ・マンシュ海峡」という名称は17世紀以来継続して使用されている。名前の由来は英仏海峡のスリーブ（英語: sleeve, フランス語: manche）からであると言われているが、スコットランドではケルト語で「海峡」を意味する「ミンチ海峡」が語源であると主張されている。平凡社の世界大百科事典によれば、西端から東端に至る過程で徐々に狭まる海峡の形状を、フランス語で「袖」の意味を表す「ラ・マンシュ」に喩えたのが由来であると説明されている。

## 地理

### 範囲

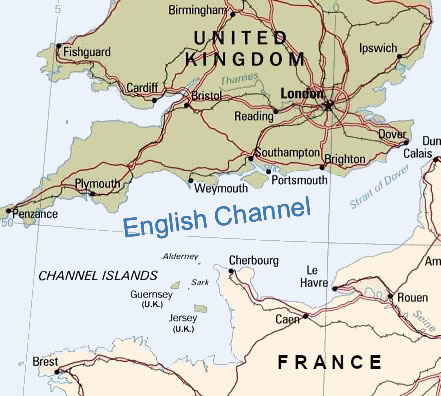
イギリス海峡の地図

イギリス海峡は東端をドーバー海峡、西端をコーンウォール半島のランズ・エンド岬 - アシャント岬間までとする広い範囲の海峡である。英仏海峡間ではドーバー海峡が最も狭くなっている。最も広い区間は ライム湾とサン・マロ湾の間だが、この区間は比較的深度が浅く、最も深い区間で平均深度約120メートル、そこからドーバー海峡とカレーの間までに約45メートルまで隆起している。北海に隣接したブロード・フォーティーンス海域では26メートルとなるが、ガーンジー島の北西30キロメートル地点にあるイギリス海峡の最深地点であるハーズ・ディープでは最深部で180メートル（19マイル）に達する。

### 海峡の形成
海峡の形成は比較的新しい時代のもので、最終氷期末期の約1万年前までは、陸地であった。その後、45 - 18万年前に氷床の融解により北海南部に淡水湖が形成されたが、これがウィールド地方 - アルトリア丘陵方面で発生した壊滅的な大規模洪水によって大西洋と連結され、海峡が形成されたと考えられている。1秒辺りの最大放出量は100万立方メートルを超え、洪水は数ヶ月続いたと考えられる。洪水に至った原因については特定されていないが、淡水湖の水圧が地震によって圧縮強化されて引き起こされたと推定されている。ヨーロッパ大陸とイギリスを繋げていた地峡を破壊したと同時に、洪水は巨大な岩盤で形成された谷を英仏海峡の下側に刻み、流線型になった島と壊滅的な洪水の爪痕を残した。

### 河川
ここではイギリス海峡に注ぐ河川を列挙する。
 フランス
セーヌ川 - 全長780キロメートル。
ソンム川 - 全長245キロメートル。
オルヌ川 - 全長152キロメートル。

## 歴史
イギリス海峡はイギリスにとって自然の要塞とも言える主要な防衛線で、北海から大西洋へと続く海峡の封鎖のコントロールと軍の侵入を阻止する役目を持っている。ヨーロッパ側の海峡に面したオランダとベルギーの港が重要視されており、1588年のアルマダの海戦やナポレオン戦争の間のナポレオン・ボナパルトの侵入を防いだ。本土への侵入とロンドン上空の空中戦にまで発展した第二次世界大戦中のナチス・ドイツからの侵略の危機が最も危険な時期だった。

### 第二次世界大戦
第二次世界大戦中、ヨーロッパの戦いは主に大西洋での戦いに制限された。バトル・オブ・ブリテンの初期は海峡上の艦船・港湾施設への空襲が主で、海峡の横断はツェルベルス作戦を例に見られるようにノルマンディー上陸作戦までは非常に危険だった。海峡の攻防戦は航空機、潜水艦、掃海艇などを駆使しながら徹底的な沿岸戦へと移行した。
イギリス海峡内のチャンネル諸島はドイツによって占領されたイギリス領土の唯一の地域となった（ナチス・ドイツによるチャンネル諸島占領）。ノルマンディー上陸作戦の成功後にイギリス海軍は島を封鎖するなどしてドイツ軍を圧迫し、5年間の占領期間中の最後の数ヶ月はドイツ占領軍は飢餓と物資欠乏に悩まされた。ドイツ本国の降伏後、1945年5月9日にドイツの諸島占領軍はヨーロッパ本土で降伏した。

### ヨーロッパ難民問題
2015年7月29日、英仏海峡トンネルのフランス側出口にイギリスへの不法入国を目指した難民約2000人が押し寄せ、トンネル運営会社であるグループ・ユーロトンネルが対応に追われた。難民の不法侵入は数週間前からこれまでにも幾度も阻止されており、難民側には死者も出ている。難民はフランスのカレーほか、フランス北部に多く潜伏しておりその後もイギリスへの入国を引き続き試みている。これらの対応のために、イギリスはカレー近郊のターミナル駅周辺保安の強化費用として700万ポンドの追加支援を決定した。
カレーにはフランス政府が難民のために簡易水道・仮設トイレ、街灯などを徐々に整備した難民キャンプが存在している。
同年9月7日にはイギリス首相デーヴィッド・キャメロンが当初の難民受け入れに消極的だった姿勢を世論圧力により撤回、2020年までに最大2万人のシリア難民受け入れを行うことを表明、2011年のシリア内戦勃発以降の難民受け入れ数がドイツ・スウェーデンなどと比較して少なかったことに対応した形だが、2015年11月18日にイギリス新聞社タイムズが実施した世論調査結果によれば、2015年11月13日発生のパリ同時多発テロ事件の影響により難民受け入れを求める意見は急速に減少、世論次第で方針転換を迫られる可能性があると報じられた。

## 国・領域
現代のイギリス海峡は政治的に以下の地域に区分される。
- イギリス
- フランス

### 主要都市圏
- サウス・ウェスト・イングランド
- サウス・イースト・イングランド
- ブルターニュ地域圏
- バス＝ノルマンディー地域圏
- オート＝ノルマンディー地域圏
- ノール＝パ・ド・カレー地域圏

## 交通

### 陸路
イギリスとフランスを陸路で繋ぐトンネルである英仏海峡トンネルは別名ユーロトンネル、ドーバー海峡トンネルと呼ばれており、1994年に開通、トンネル運営会社でもあるユーロトンネルグループ（現在はグループ・ユーロトンネル）(Groupe Eurotunnel)による高速鉄道の運行が開始された。

### 海路
|  | イギリス       | - | フランス     | - | 出典 |
|  | ドーバー港     | - | カレー港     |   |      |
|  | ドーバー港     | - | ダンケルク港 |   |      |
|  | ニューヘブン港 | - | ディッペ港   |   |      |

## 海峡横断水泳
ドーバー海峡横断水泳は1875年8月25日にイギリス・シュロップシャー州出身の27歳男性マシュー・ウェッブがイギリス側ドーバーよりフランス対岸を目指して出発、21時間45分後にカレー付近の沿岸に到着したのが「補助を受けずに単独遠泳横断を達成した最初の人物」として記録されている。また、ドーバー海峡の遠泳横断者はチャネルスイマーと呼ばれている。
詳細は「ドーバー海峡#横断泳」を参照